# Kuśkowce Wielkie
Kuśkowce Wielkie (ukr. Великі Кусківці) – wieś na Ukrainie w rejonie krzemienieckim należącym do obwodu tarnopolskiego.